# Batalla de León (Guanajuato)
La batalla de León, conocida también como batalla de Santa Ana del Conde, fue un encuentro militar de la Revolución mexicana, entre las fuerzas de la División del Norte, encabezada por Francisco Villa, contra las tropas Constitucionalistas al mando del general Álvaro Obregón, que tuvo lugar el 3 de junio de 1915, en las inmediaciones de León, Guanajuato. Villa concentró su ejército en Duarte y Obregón en Trinidad, cerca de Santa Ana del Conde, desde donde planeó su estrategia para atacar al impulsivo Villa, cuya misión era tomar la ciudad de León. En esta batalla, Obregón, quien sería presidente de 1920 a 1924, perdió un brazo.
Esta es conocida como la batalla más grande sucedida en la revolución, por sus números tan inmensos.

## Inicios de la Batalla de León
En 1915, después de haber sido derrotado en la batalla de Celaya, Francisco Villa comenzó a concentrar sus fuerzas en León, donde tenía ya reunidos a aproximadamente 32 mil hombres y esperaba recibir otros cinco o seis mil más.
Por otro lado Álvaro Obregón decidió seguir a los villistas en su retirada. Villa se replegaba hacia León, por estrategia, para llevar a Obregón a los campos de esa zona del Bajío, donde creía ser más poderoso con su caballería

## Toma de Duarte y Trinidad
Los obregonistas establecieron su centro de operaciones el 7 de mayo de 1915 en la estación de la Trinidad, la más cercana al poblado de Santa Ana del Conde. Obregón seleccionó a su infantería para formar una línea desde este poblado hasta Otates, y el 8 de mayo ordenó que la caballería atacara los cerros de la Capilla y de la Cruz, con lo que dominó una extensa área que llegaba hasta las entradas de la ciudad de León.
El 21 de mayo, Villa recibió 8 mil hombres de refuerzo, con los que emprendió una gran ofensiva al amanecer el día 22. El general Felipe Ángeles continuaba el ataque, simultáneamente, en las haciendas de Otates y de Santa Ana del Conde. En este lugar, Obregón estuvo a punto de ser derrotado con la pérdida de la caballería de Francisco Murguía, además de que le faltaban municiones, agua y alimentos para sus caballos, pero logró protegerse con la línea de fuego del coronel Enríquez. Villa pensaba apoderarse de Santa Ana del Conde a toda costa, por lo que se instaló en Duarte desde la mañana del 2 de junio y ordenó al general Ángeles que cañoneara esta localidad.

## Batalla de León
La noche del 2 de junio de 1915 Obregón ordenó que se abrieran trincheras alrededor de la estación La Trinidad, para resguardar sus trenes y evitar que los villistas se apoderaran de ellos.
La mañana del 3 de junio, Obregón salió con algunos miembros de su escolta a recorrer el patio principal de una hacienda, de la que habían recibido reportes de ataques villistas. De pronto, una guardia de soldados al servicio de Francisco Villa salió y atacó con granadas al conjunto de hombres de Obregón, quien fue herido por uno de los proyectiles, perdiendo en el acto su brazo derecho.
Aconteció la siguiente cronología de ese mismo 3 de junio de 1915:
6:00 AM: Obregón marchó desde su cuartel en La Trinidad hasta Santa Ana del Conde, acompañado del Gral. Diéguez y custodiados por oficiales de su Estado Mayor.
7:00 AM: Obregón y Murguía subieron al torreón de la hacienda de Santa Ana, para desde ese punto ver los movimientos y la ubicación de sus adversarios. En aquel mirador ya lo esperaban los generales Castro y Alejo González. En la torre acordaron la estrategia de ataque y la hora en que iniciaría la ofensiva.
9:00 AM - Divisaron una columna villista, con artillería, que se dirigía a atacar la hacienda. De inmediato Obregón ordenó movilizar todas las caballerías que había en la finca que eran más de 1,000 Soldados Dragones, y prepararse para la batalla.
Obregón descendió del torreón y se dirigió a las trincheras del frente, donde combatían los soldados del Octavo Batallón de Sonora.
Cuando Obregón estaba a escasos 70 m de las trincheras, de pronto una guardia de soldados al servicio de Villa, salió y atacó con granadas al conjunto de hombre de Obregón, explotando cerca de él la primera granada.
Hizo un esfuerzo por ocultarse en las trincheras pero cuando estaba a punto de llegar a buen resguardo, una granada explotó y lo derribó en un pequeño patio que separaba las trincheras del casco de la hacienda. Cuando intentó levantarse, se dio cuenta de que en la explosión había perdido su mano derecha y parte de ese mismo brazo.
El coronel Garza, alarmado porque el general Obregón pretendía suicidarse (accionó en su sien una pistola ya descargada), se arrastró y de un jalón le arrebató la pistola. El coronel Piña y el capitán Valdez cargaron a Obregón en medio del tiroteo y se guarecieron tras una barda. Malherido, Obregón llegó por su propio pie al casco de la hacienda de Santa Ana, donde recibiría los primeros auxilios médicos.
Le ordenó a su general Murguía: "Diga usted al Primer Jefe que he caído cumpliendo con mi deber y que muero bendiciendo la Revolución"
No obstante lo anterior, las tropas obregonistas se sobrepusieron y lograron que las fuerzas villistas emprendieran la retirada, configurándose la derrota a cargo del Centauro del Norte.
Al concluir el combate y ver que lograron su cometido, los villistas regresaron a su campamento. Obregón en ese momento, sintió profundo dolor psicológico por la pérdida de su brazo e intentó suicidarse disparándose a la sien con una pistola que estaba descargada. Pocas horas más tarde recobró el sentido y fue informado de la toma de León por parte de las fuerzas de Villa. La casa de las monas en la calle 5 de mayo en la ciudad de León, fue tomada como cuartel militar de Francisco Villa.
Inexplicablemente Villa ordenó el alto al cañoneo y que retrocedieran los batallones que casi se apoderaban de las trincheras obregonistas.
En las filas carrancistas, el general Hill asumía el mando en ausencia de Obregón y decidió tomar la ofensiva y acabar con el enemigo que se replegaba hacia León, con este ataque el ejército carrancista logró avanzar hasta la entrada de León haciendo huir a las tropas de Villa, el cual al sentirse derrotado se fue a Aguascalientes, abandonando gran cantidad de armas y municiones en León. Prácticamente estas últimas batallas, conocidas como de La Trinidad, configuraron el triunfo del constitucionalismo y la derrota del villismo.
- Datos: Q21564980